# Platane des Hippokrates

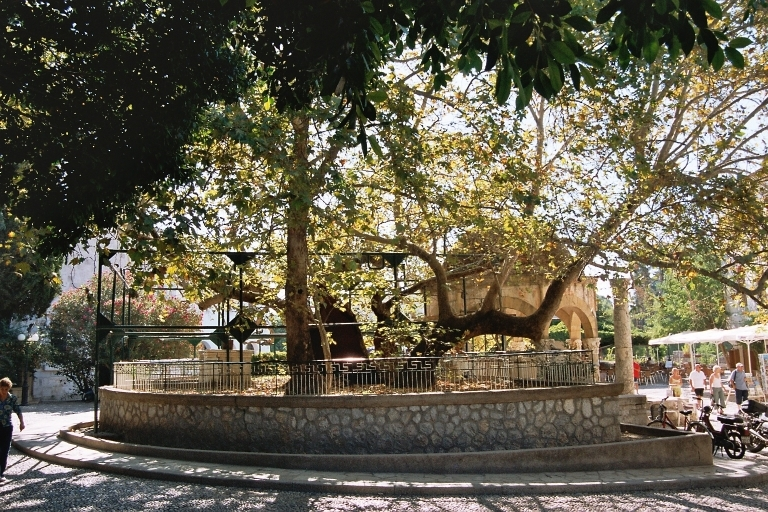
Platane des Hippokrates 2003

Die Platane des Hippokrates (griechisch Πλάτανος του Ιπποκράτη) ist eine Orientalische Platane (Platanus orientalis L.) auf der Platia Platanou (Πλατεία Πλατάνου) in der Stadt Kos auf der griechischen Dodekanesinsel Kos. Der Baum ist nach dem antiken Arzt Hippokrates von Kos benannt.

## Beschreibung
Der Stammdurchmesser beträgt an der Basis 4,70 m, der Umfang liegt bei 10,5 m und der Kronendurchmesser bei etwa 18 m. Aufgrund von Insekten- und Pilzbefall ist der Stamm vollständig ausgehöhlt. Das Splintholz hat eine Stärke von maximal 10–15 cm.

## Bedeutung
Der Arzt Hippokrates von Kos soll die Platane gepflanzt und unter dem Baum seine Schüler die Kunst der Heilkunde gelehrt haben. Demnach hätte sie ein Alter von mehr als 2400 Jahren. Der Apostel Paulus soll 57 n. Chr. nach einer weiteren Überlieferung unter der Platane das Christentum gelehrt haben.
Der heutige Baum ist aufgrund der Lebenserwartung maximal 500 Jahre alt. Daher wird angenommen, dass es sich um einen Ableger des ursprünglichen Baumes handelt. Eine korrekte Altersbestimmung ist aufgrund des fehlenden Kernholzes nicht mehr möglich.
Da sich der Zerfall des Baumes zunehmend verstärkte und die ausladenden Äste durch ihr Eigengewicht oder den Wind abzubrechen drohten, schlug die Forstverwaltung 1975 Schutzmaßnahmen zum Erhalt vor. Seitdem werden die ausladenden Äste teilweise von einem Gerüst gehalten.
Per Erlass (180324/6701/30 Αυγ.1985 (ΦΕΚ 589 T.Β 2-10-85)) wurde die Platane 1985 als Naturdenkmal durch den Minister für Landwirtschaft, Ernährung und Entwicklung des ländlichen Raums unter Schutz gestellt.

## Trivia
Mehrere Ableger der Platane wurden weltweit eingepflanzt.
Als der Freiheitskampf der Griechen (1821–1829), der auch auf Kos Anhänger gefunden hatte, scheiterte, sollen vor der Platane des Hippokrates dutzende Menschen zur Abschreckung erhängt worden sein.

Osmanisches Brunnenhaus, die Überdachung wurde beim Erdbeben 2017 zerstört
Stamm der Hippokrates-Platane